# تشارلز سكوت (لاعب كرة قدم أمريكية)
تشارلز سكوت (بالإنجليزية: Charles Scott)‏ هو لاعب كرة قدم أمريكية أمريكي، ولد في 8 أغسطس 1988 في تامبا في الولايات المتحدة.

## وصلات خارجية
- تشارلز سكوت على موقع مرجع كرة القدم المحترفة.كوم (الإنجليزية)